# Boegschroef

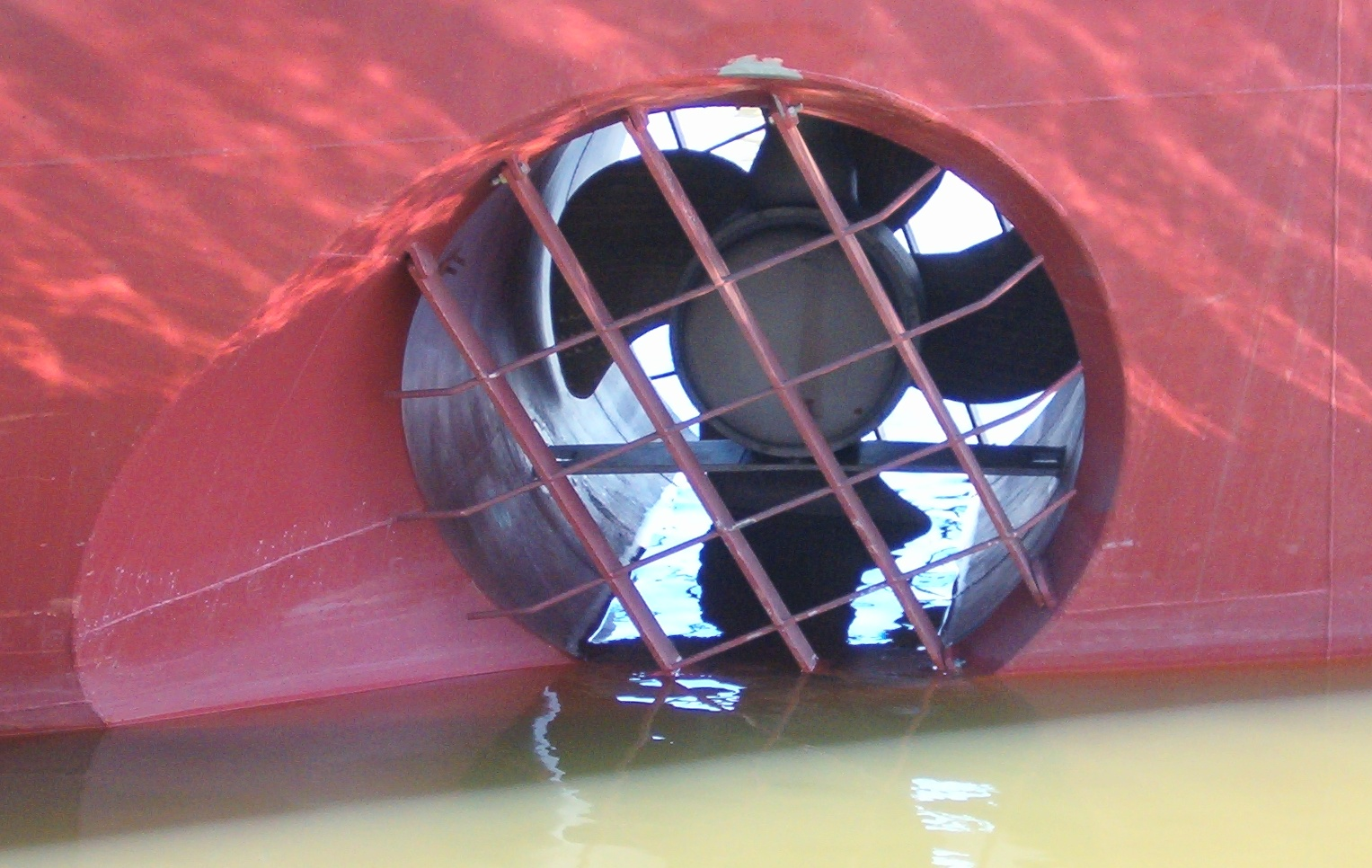
Boegschroef

De boegschroef, in de binnenvaart meestal kopschroef genoemd, is een schroef, die is gemonteerd in of bij de voorsteven van een schip.
Met de boegschroef kan een stuwstraal  naar bakboord of stuurboord worden gecreëerd. Hierdoor wordt de manoeuvreerbaarheid van het schip bij lage snelheden vergroot. Ook kan het verlijeren van het voorschip door zijwind tot op zekere hoogte worden tegengegaan tijdens het manoeuvreren. De boegschroef is normaal gesproken alleen werkzaam tot 3 à 4 knopen, daarboven heeft deze geen enkel of een licht afremmend effect, aangezien het schip voor- of achteruit beweegt. Een boegschroef dient dan ook enkel gebruikt te worden bij het manoeuvreren en wordt steeds met kleine stoten aangewend. De aandrijving van een boegschroef bij een standaard pleziervaartuig is dan ook niet ontworpen voor een lang gebruik. 
De boegschroef als constructie bestaat vaak uit een horizontale buis, een tunnel in de voorsteven. Midden in deze tunnel is de schroef gemonteerd, die water door de tunnel kan pompen en daardoor een stuwstraal creëert. De schroef kan in die constructie twee kanten opdraaien. De openingen van de tunnel zijn voorzien van een rooster, om het opzuigen van rommel te vermijden.
Bij binnenschepen is de diepgang van het voorschip in ongeladen toestand zeer gering. Een boegschroeftunnel zit dan niet ver genoeg onder water. Daarom zijn andere boegschroef-constructies ontwikkeld, waarbij het water niet alleen van onder het vlak wordt aangezogen, maar ook de stuwstraal vanonder de platte scheepsbodem wordt weggeperst. Vaak is deze stuwstraal 360 graden draaibaar, via een trommelconstructie met lamellen. Op die manier kan de boegschroef zelfs als noodaandrijving in voorwaartse richting fungeren, als de hoofdaandrijving van het schip uitvalt.
Een boegschroef kan op verschillende wijzen worden aangedreven: rechtstreeks door een dieselmotor, elektrisch of hydraulisch.
Sommige schepen zijn ook voorzien van een hekschroef. Deze werkt net als de boegschroef, maar is bij de achtersteven gemonteerd.